# Робово (община Пехчево)
Вижте пояснителната страница за други значения на Робово.
Робово (на македонска литературна норма: Робово) е село в Северна Македония, община Пехчево.

## География
Селото е разположено в историческата област Малешево.

## История
В края на XIX век Робово е българско село в Малешевска каза на Османската империя. Църквата „Успение Богородично“ е от 1847 година. В „Етнография на вилаетите Адрианопол, Монастир и Салоника“, издадена в Константинопол в 1878 година и отразяваща статистиката на населението от 1873 година, Родово (Rodovo) е посочено като село с 80 домакинства, като жителите му са 293 българи.
Според статистиката на Васил Кънчов („Македония. Етнография и статистика“) от 1900 година Робово е населявано от 770 жители българи християни.
В началото на XX век цялото население на Робово е под върховенството на Българската екзархия. По данни на секретаря на екзархията Димитър Мишев („La Macédoine et sa Population Chrétienne“) през 1905 година в Робово има 960 българи екзархисти и функционира българско училище.
При избухването на Балканската война през 1912 година девет души от селото са доброволци в Македоно-одринското опълчение.
Според преброяването от 1994 година Робово има 476 жители, а според това от 2002 година – 426 жители.
| Националност     | Всичко |
| северномакедонци | 422    |
| албанци          | 0      |
| турци            | 0      |
| роми             | 0      |
| власи            | 0      |
| сърби            | 0      |
| бошняци          | 0      |
| други            | 4      |

## Личности
Родени в Робово
- Аврам Йорги, българин, православен, арестуван на 29 януари 1901 година, обвинен в „участие в случката, при която е запалена къщата на свещеник Алексо ефенди от Робово, неговата жена Ката и синовете Аврам и Маноли били убити, а споменатият свещеник и снахата Сава били ранени, поради това, че свещеникът участвал в подготовките за ликвидиране на Тодор, един от от бунтовническите водачи и на неговите другари, като съобщил мястото, на което се криели“, осъден на смърт, лежал в Скопския затвор, амнистиран с общата амнистия от 12 април 1904 година[6]
- Атанас Малинов (Малината), деец на ВМРО,[7] убит от комунистите след 1944 година[8]
- Димитър Георгиев[9] български свещеник, роден на 23 април 1871 година, учил на църковнославянски в селското училище, до 1904 година земеделец, ръкоположен в 1904 година за свещеник, избягал след установяването на сръбска власт в 1914 година, свещеник в Аладаглии, Карнобатско към 1915 година[10]
- Ильо, домазет на Цеко, българин, православен, арестуван на 29 януари 1901 година, обвинен в „участие в случката, при която е запалена къщата на свещеник Алексо ефенди от Робово, неговата жена Ката и синовете Аврам и Маноли били убити, а споменатият свещеник и снахата Сава били ранени, поради това, че свещеникът участвал в подготовките за ликвидиране на Тодор, един от от бунтовническите водачи и на неговите другари, като съобщил мястото, на което се криели“, осъден на смърт, лежал в Скопския затвор, амнистиран с общата амнистия от 12 април 1904 година[11]
- Йорги Попстоян, българин, православен, арестуван на 29 януари 1901 година, обвинен в „участие в случката, при която е запалена къщата на свещеник Алексо ефенди от Робово, неговата жена Ката и синовете Аврам и Маноли били убити, а споменатият свещеник и снахата Сава били ранени, поради това, че свещеникът участвал в подготовките за ликвидиране на Тодор, един от от бунтовническите водачи и на неговите другари, като съобщил мястото, на което се криели“, осъден на смърт, лежал в Скопския затвор, амнистиран с общата амнистия от 12 април 1904 година[12]
- Коле Траян, българин, православен, арестуван на 27 януари 1901 година, обвинен в „употреба на оръжие от къщата, в която се бил барикадирал заедно с Нисо, един от българските бунтовници, обвинен в опит за убийство на монаха Алексо и за раняване на Абдулах, член на войската“, осъден на 6 години каторга, лежал в Скопския затвор, амнистиран с общата амнистия от 12 април 1904 година[11]
- Коле Ризо, българин, православен, арестуван на 29 януари 1901 година, обвинен в „участие в случката, при която е запалена къщата на свещеник Алексо ефенди от Робово, неговата жена Ката и синовете Аврам и Маноли били убити, а споменатият свещеник и снахата Сава били ранени, поради това, че свещеникът участвал в подготовките за ликвидиране на Тодор, един от от бунтовническите водачи и на неговите другари, като съобщил мястото, на което се криели“, осъден на смърт, лежал в Скопския затвор, амнистиран с общата амнистия от 12 април 1904 година[6]
- Костадин Пантев Сивев (1881 – след 1943), български революционер, деец на ВМОК и кмет на Робово
- Паисий Рилски (1861 или 1866 – 1932), български свещеник и революционер[13]
- Христо Димитров – Кутруля (? – 1905), български революционер

Починали в Робово
- Тодор Иванов (? – 1900), български революционер